# Resolució 2176 del Consell de Seguretat de les Nacions Unides
La Resolució 2176 del Consell de Seguretat de les Nacions Unides fou adoptada per unanimitat el 15 de setembre de 2014. El Consell va ampliar el mandat de la Missió de les Nacions Unides a Libèria (UNMIL) per tres mesos fins al 21 d desembre de 2014.

## Contingut
L'agost de 2014 el Secretari General Ban Ki-moon va fer propostes per ajustar el mandat de la UNMIL donada la situació a Libèria, que va ser un dels països que es van veure afectats per una epidèmia d'ebola. Per tant, el mandat es va estendre fins al 31 de desembre de 2014. Les propostes del secretari general s'examinarien més endavant, en posteriors extensions del mandat.